# La Séquestrée de Poitiers
La Séquestrée de Poitiers est un roman  d'André Gide publiée le 31 mars 1930 aux éditions Gallimard.

## Résumé
Le roman s'inspire d'une affaire judiciaire authentique  lié à l'affaire de Blanche Monnier où André Gide a  modifié les noms des protagonistes soit « Mélanie Bastian ». Le roman relate une version où André Gide décrit la vie recluse de Mélanie Bastian, séquestrée par sa mère, dans une chambre pendant vingt-quatre ans à la suite d'une relation amoureuse non consentie par sa famille. La version romancée d'André Gide s'appuie sur ce fait divers pour dénoncer les principes des familles de la bourgeoisie. 
En 1967, le cinéaste François Truffaut relate le récit en 7 épisodes dans une émission radiophonique de France Culture.
Georges Simenon s'en inspira également pour décrire les personnages de son Bourgmestre de Furnes[réf. nécessaire].

## Éditions
- La Séquestrée de Poitiers, éditions Gallimard, 1930  (ISBN 2070201570).